# Герб комуни Фінспонг
Герб комуни Фінспонг (швед. Finspångs kommunvapen) — символ шведської адміністративно-територіальної одиниці місцевого самоврядування комуни Фінспонг. 

## Історія
Герб було розроблено для торговельного містечка (чепінга) Фінспонг. Отримав королівське затвердження 1944 року.    
Після адміністративно-територіальної реформи, проведеної в Швеції на початку 1970-х років, муніципальні герби стали використовуватися лишень комунами. Цей герб був 1971 року перебраний для нової комуни Фінспонг.
Герб комуни офіційно зареєстровано 1974 року.

## Опис (блазон)
Щит перетятий, у верхньому червоному полі алхімічний знак заліза, у нижньому срібному полі — п’ять червоних ромбів у балку, поверх середнього — три золоті лілії у стовп.

## Зміст
Алхімічний знак символізує видобуток та обробку заліза. Ромби і лілії походять з герба родини Де Ґер, яка володіла давніше цим містечком.      